# Ефе Емброуз
Ефе Емброуз (англ. Efe Ambrose, нар. 18 жовтня 1988, Адуна) — нігерійський футболіст, захисник шотландського «Селтіка» та національної збірної Нігерії.
У складі збірної — володар Кубка африканських націй. 

## Клубна кар'єра
Народився 18 жовтня 1988 року в місті Кадуна. Вихованець футбольної школи клубу «Кадуна Юнайтед». Дорослу футбольну кар'єру розпочав 2006 року в основній команді того ж клубу, в якій провів два сезони. Протягом 2008—2009 років захищав кольори команди клубу «Байелса Юнайтед».
Своєю грою за останню команду привернув увагу представників тренерського штабу ізраїльського клубу «Ашдод», до складу якого приєднався 2010 року. Відіграв за ашдодську команду наступні два сезони своєї ігрової кар'єри. Більшість часу, проведеного у складі «Ашдода», був основним гравцем захисту команди.
До складу «Селтіка» приєднався 2012 року. Наразі встиг відіграти за команду з Глазго 27 матчів в національному чемпіонаті.

## Виступи за збірні
Протягом 2007–2008 років  залучався до складу молодіжної збірної Нігерії. На молодіжному рівні зіграв у 6 офіційних матчах.
2008 року дебютував в офіційних матчах у складі національної збірної Нігерії. Наразі провів у формі головної команди країни 51 матч, забивши 4 голи.
У складі збірної був учасником переможного для нігерійців Кубка африканських націй 2013 року та розіграшу Кубка конфедерацій 2013 року у Бразилії.

## Титули і досягнення
- Срібний олімпійський призер: 2008
- Володар Кубка африканських націй (1): 2013